# Billie Jean
„Billie Jean“ (произнася се Били Джийн) e една от трите най-популярните песни на Краля на попа Майкъл Джексън (другите две са „Heal the World“ и „Thriller“) от албума Thriller, издаден през 1982 година. Песента за малко не влиза в албума, поради разногласия между Майкъл и продуцента му Куинси Джоунс. Но след пускането на албума в продажба, тази песен се изкачва до номер едно в класациите и се радва на популярност навсякъде по света. Клипът на песента е първият клип на чернокож изпълнител, който започва да се излъчва по MTV. Преди това те твърдели, че няма нужда да си губят времето с чернокожи изпълнители. След появата на „Billie Jean“ клиповете на Майкъл Джексън стават редовно пускани по MTV. Песента остава рекордно дълго време като номер едно в класациите на Билборд 200.
В песента се разказва за една от почитателките на Майкъл Джаксън, която твърди, че той е баща на един от близнаците, които тя е родила. Написана е по истински случай. Характерна е със звуците, които Майкъл издава, подобни на хълцане. Като цяло няма обобщен образ на Били Джийн, тъй като е написана за хилядите девойки, които са били влюбени до такава степен в Краля на попа, че са твърдели безумни неща като например, че той е баща на детето им.
1. ↑  T-070.233.007-1 //   Посетен на 13 юли 2021 г.